# Dionissi Fjodorowitsch Sarembo
Dionissi Fjodorowitsch Sarembo (russisch Дионисий Фёдорович Зарембо; * 1797; † 1855) war ein russischer Steuermann und Forschungsreisender.

## Leben
Sarembo stammte aus einer Adelsfamilie des Gouvernements Mogiljow. Er absolvierte die Baltische Steuermann-Schule in St. Petersburg mit Abschluss 1814.
Sarembo fuhr als Steuermann-Assistent 1816–1818 auf dem Linienschiff Suworow der Russländisch-Amerikanischen Kompagnie (RAK) unter dem Kommando Sachar Panafidins aus Kronstadt um das Kap Hoorn herum nach Russisch-Amerika und auf dem gleichen Weg zurück. Eine zweite solche Fahrt erfolgte 1819–1821 auf dem RAK-Linienschiff Borodino wieder unter dem Kommando Panafidins mit Landung in Russisch-Amerika. 1822 wurde Sarembo zum Mitschman befördert und diente nun in Kronstadt. 1825 wurde er Steuermann auf der Brigg Rewel und fuhr auf dem Finnischen Meerbusen.
Im Februar 1826 wurde Sarembo zur RAK abkommandiert und durch Sibirien nach Ochotsk geschickt, von wo er mit der RAK-Brigg Finlandia nach Nowo-Archangelsk fuhr. 1827–1838 kommandierte er verschiedene RAK-Linienschiffe und erforschte den Alexanderarchipel im Golf von Alaska. Im Auftrag des Generalgouverneurs von Russisch-Amerika Ferdinand von Wrangel baute Sarembo auf dem Festland am Unterlauf des Stachin die Dionissi-Redoute, die ursprünglich nach dem Heiligen Dionysius benannt worden war, und einige weitere Befestigungen. Nördlich der Dionissi-Redoute legte er zwei Häfen an.
1839 kam Sarembo als Kommandant der Brigg Baikal nach Ochotsk und kehrte dann auf dem Landweg durch Sibirien nach St. Petersburg zurück. Doch 1840 führte er als Kommandant das Linienschiff Thronfolger Alexander mit dem 'Steuermann Alexander Gawrilow aus Kronstadt um Kap Hoorn herum wieder nach Russisch-Amerika und wurde Assistent des RAK-Hauptgeschäftsführers Arvid Adolf Etholén mit Beförderung zum Kapitän 2. Ranges. 1841 vermittelte er den Verkauf der RAK-Niederlassung Fort Ross in Kalifornien an Johann August Sutter. Im Übrigen führte er seine hydrographischen Forschungen im Golf von Alaska fort. Er wurde 1849 zum Kapitän 1. Ranges befördert und erhielt 1850 den Orden des Heiligen Georg IV. Klasse. 1851 ging er in den Ruhestand und kehrte durch Sibirien nach St. Petersburg zurück.
Sarembo arbeitete mit der Kaiserlichen Russischen Geographischen Gesellschaft zusammen. 1855 erkrankte er und starb plötzlich.
Sarembos Namen trägt die von ihm entdeckte Insel Sarembo im Alexanderarchipel.